# Mikael Ljungman
Mikael Ljungman (født 25. november 1963) er en svensk forretningsmand, der har fået to fængselsdomme for bedrageri relateret til sine forretningsaktiviteter, heriblandt danske IT Factory.
Efter sin løsladelse blev Ljungman politisk aktiv i Kristdemokraterna, som han stillede op for i Stockholm ved Riksdagsvalget 2014.

## Dom for falsk regnskab
Ljungman blev anholdt den 19. oktober 2004, men løsladt kort tid efter mens han afventede retssagen. Ljungman blev fundet skyldig i falsk regnskab og skatteunddragelse den 26. januar 2009. Ljungman fik oprindeligt en to-årig fængselsstraf; som blev reduceret til 10 måneder i ankesagen, hvor anklagerne om skatteunddragelse blev afvist. Den oprindelige dom betød, at han ikke kunne drive virksomhed i Sverige i fem år, hvilket blevet reduceret til tre år fra 2007 ved den endelige dom. Ljungman ankede sagen til Højesteret, der afviste den. Han blev fængslet i slutningen af april 2009.

## IT Factory-skandalen
I december 2008 gik den danske virksomhed IT Factory konkurs og systematisk økonomisk svindel kom for en dag. Ljungman var knyttet til IT Factorys administrerende direktør Stein Bagger, som forsvandt fire dage før virksomhedens kollaps blev offentligt annonceret. Bagger flygtede fra Dubai til USA og overgav sig til sidst til politiet i Los Angeles, hvor det blev konstateret, at han havde Ljungmans bil og brugte hans kreditkort.
Den 9. januar 2009 meddelte Statsadvokaten for Særlig Økonomisk Kriminalitet, at man ønskede at afhøre Ljungman. 31. marts blev han varetægtsfængslet in absentia på en sigtelse for medvirken til dokumentfalsk for ikke under 266 millioner kroner.
Dansk politi sendte 22. april en arrestordre ud på Ljungman via Interpol. Han blev anholdt af svensk politi i Norrköping, hvor han netop havde startet sin ti måneder lange dom i et åbent fængsel og blev udleveret til Danmark den 27. juli 2009.   
Danske medier hævdede, at det svenske politi havde fundet en falsk leasingkontrakt, der forbinder IT Factory med Xiop, et svensk firma, hvor Ljungman havde arbejdet som forretningsudvikler. Denne konkrete påstand blev afvist af den svenske anklager Yngve Rydberg.  Yngve Rydberg sagde også på det tidspunkt, at der ikke var mistanke om, at Ljungman var involveret i de forbrydelser, der efterforskes i Sverige. På den første dag af sin retssag udnævnte Stein Bagger Ljungman til sin medskyldige.Ljungman benægtede, at han havde været involveret i Stein Baggers bedrageri.
26. marts 2010 blev Ljungman ved Retten i Lyngby dømt for deltagelse i IT Factory-svindelsagen ved byretten. Han ankede efterfølgende dommen til Østre Landsret, der i november samme år skærpede straffen til syv års fængsel. Landsretten stadfæstede på alle punkter byrettens dom.
Mikael Ljungman blev løsladt under tilsyn i september 2013 efter at have afsonet lidt under halvdelen af dommen på syv års fængsel.
I december 2012 inddrev de danske myndigheder en del af de stjålne penge fra IT Factory fra konti i Hong Kong og Jersey tilhørende Mikael Ljungman. 

## Politisk aktivitet
Kort efter at han havde afsonet sin fængselsstraf, blev han valgt som parlamentskandidat for Kristdemokraterna ved det svenske valg i 2014 samt en af deres repræsentanter ved kommunalvalget og landstingsvalget. 